# Persnäs kyrka
Persnäs kyrka är en kyrkobyggnad i Persnäs i Växjö stift. Den är församlingskyrka i Nordölands församling på Öland.

## Kyrkobyggnaden
När Persnäs kyrka byggdes under början eller mitten av 1100-talet bestod den av ett  långhus, kor och  absid. Någon gång 1170-1240 försågs kyrkan med det kraftiga västtornet. Östtornet tillkom antagligen någon gång under 1200-talet. Under 1200-talets mitt utvidgades kyrkan möjligen under ledning av den kände byggmästaren Håkan Tanna. Kyrkan blev genom de dubbla tornen en  klövsadelkyrka. Av denna finns dock bara det väl tilltagna västtornet bevarat. Koret och korsarmarna är byggda 1857 efter ritningsförslag av Carl-Gustaf Blom-Carlsson. I samband med denna ombyggnad av den gamla kyrkan rasade stora delar av östtornet p.g.a. att bärande delar rivits. En annan radikal förändring av kyrkorummet skedde 1959-1960. Arkitekt var Carl Hampus Bergman. I korsarmarna inreddes sakristia, toalettutrymme, materialrum, sammanträdesrum och konfirmandsal. Koret fördjupades eftersom den tidigare sakristian togs bort. Anders Georg Wadstens altaruppsats från 1782  liknande den som finns i Alböke kyrka monterades ner. Altartavlan från 1890  med motiv: ”Kristus uppenbarar sig för Maria Magdalena” utförd av C.O. Christiernin fick sin plats i bisättningskapellet. Predikstolens dekorationer i spegelfälten skalades av. Den runformade altarringen ersattes av en ny liksom bänkinredningen.

## Inventarier
- Altare  av kalksten tillverkat  1960 av Sandvik Bruks AB.
- Altarring av kalksten och ek 1960.
- Altaruppställning, en  triptyk, utförd av konstnären Hans Fagerström, Halmstad.
- Ett triumfkrucifix ,nordtyskt arbete från slutet av 1400-talet.
- En madonnaskulptur är från början av 1400-talets första hälft.
- Maria Magdalena , skulptur av ek tillverkad i Lübeck  omkr 1520.
- Sankt Olofsskulptur .Ett nordtyskt arbete från 1400-talet
- Sankt Laurentiusbild tillverkad i nordtyskland under 1400-talet.
- Dopfunt från andra hälften av 1200-talet av gotländsk kalksten är en så kallad paradisfunt.
- Dopfunt av öländsk kalksten är från 1890.
- Predikstol.Ett 1700-tals arbete av bildhuggaren Swen Jönsson .
- Votivskepp - en modell av  barken Gambäta byggd och skänkt till kyrkan 1877 av Andreas Nilsson.
- Skeppsmodell av en fyrmastad bark donerad till kyrkan från en f d sjöman 1977.
- Bänkinredning från 1959.
- Kyrkan har tre läktare. De två stora läktarna i korsarmarna är uppförda 1857.Den mindre i väster som fungerar som orgelläktare är ursprungligen byggd 1757.

## Bildgalleri

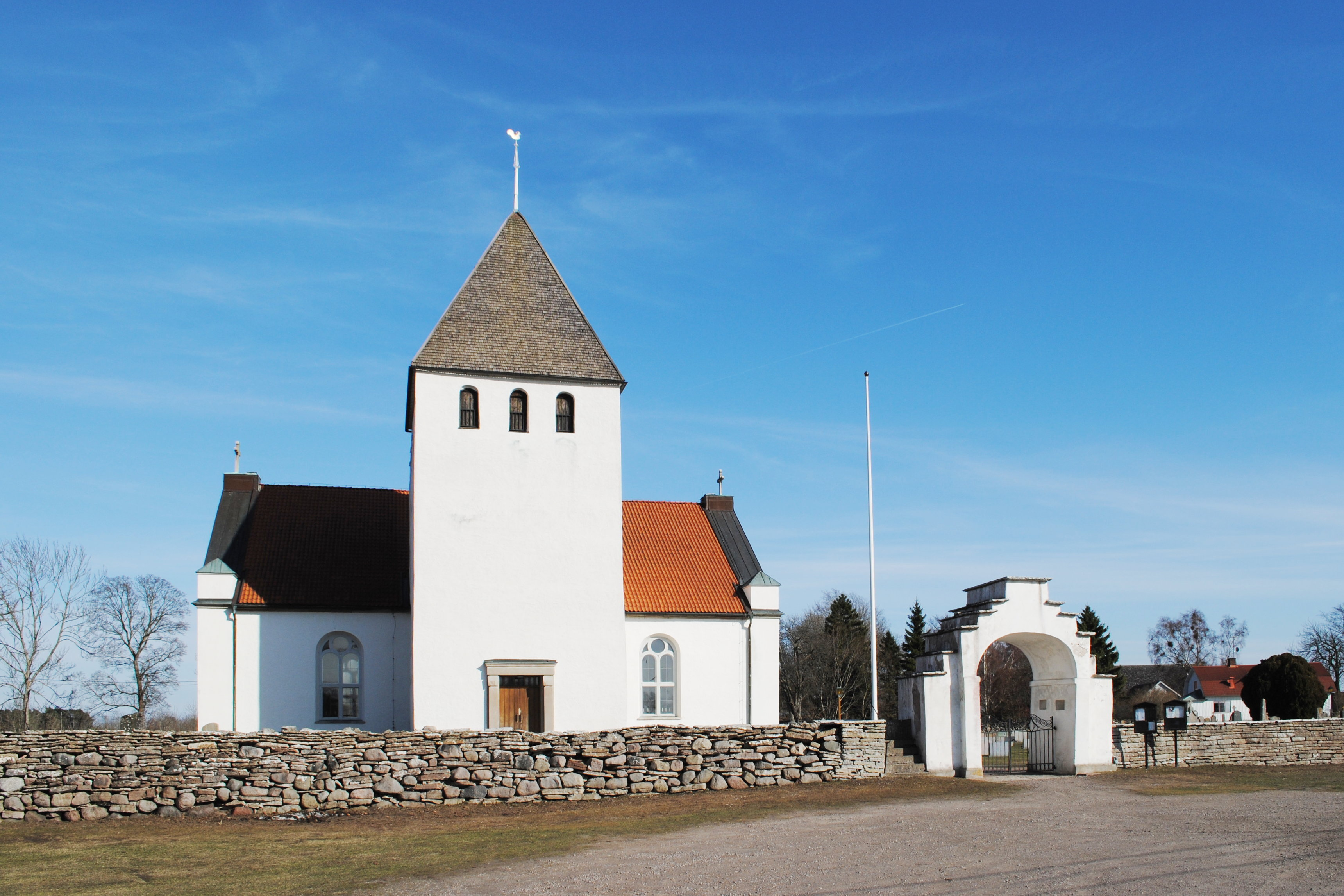
Kyrkan med stigluckan
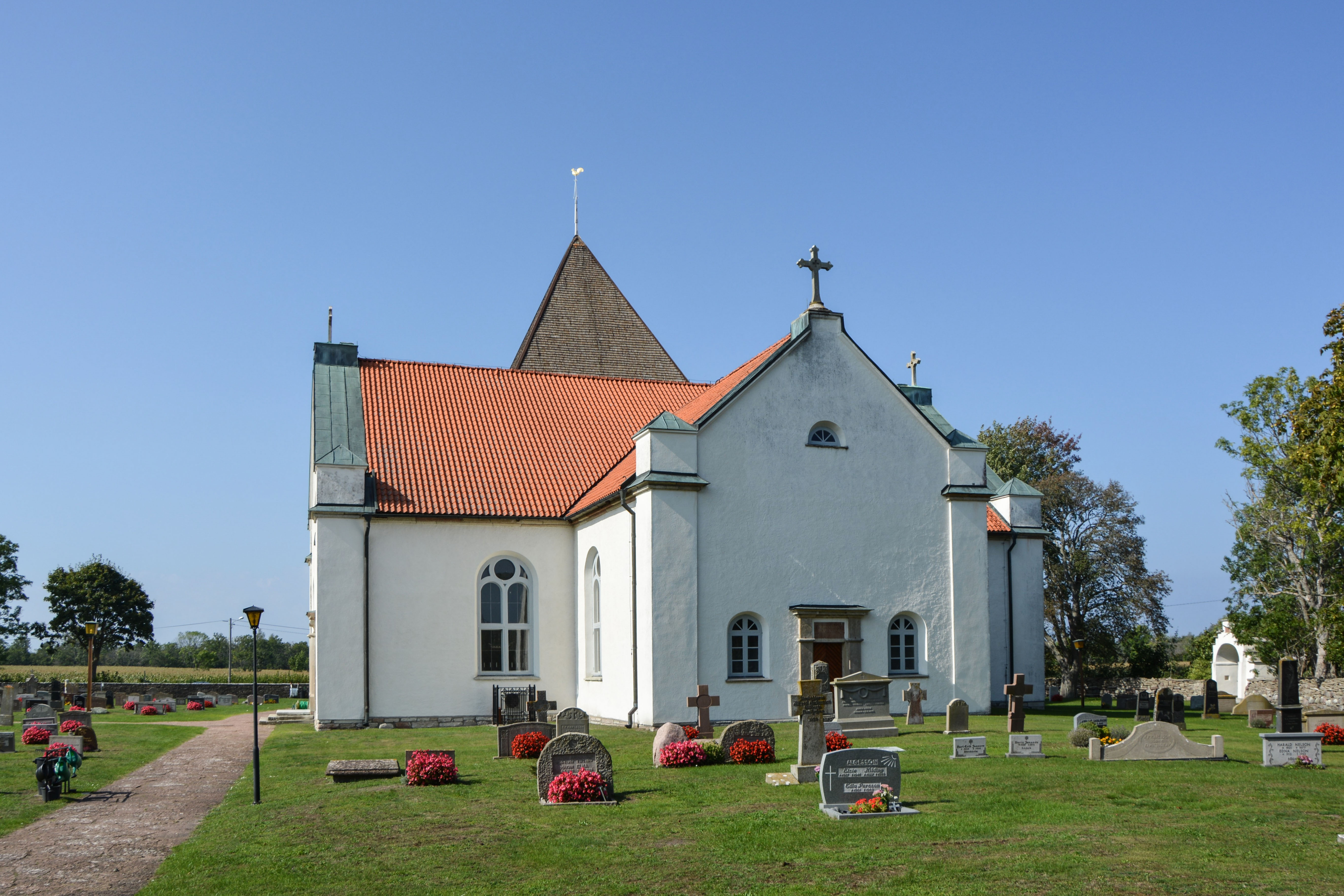
Kyrkan från öster där det 1857 nedrasade östtornet hade sin plats
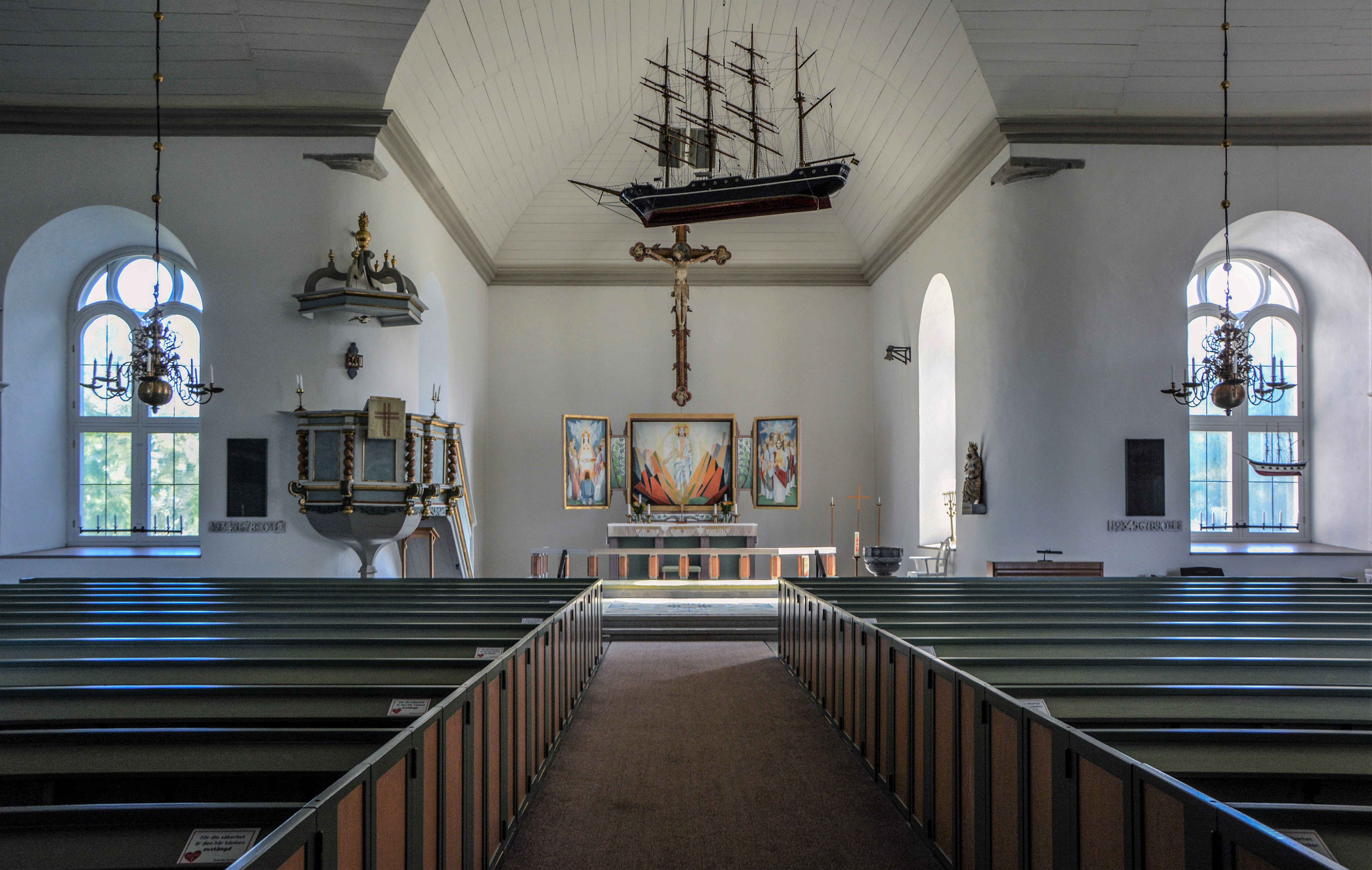
Interiör mot öster
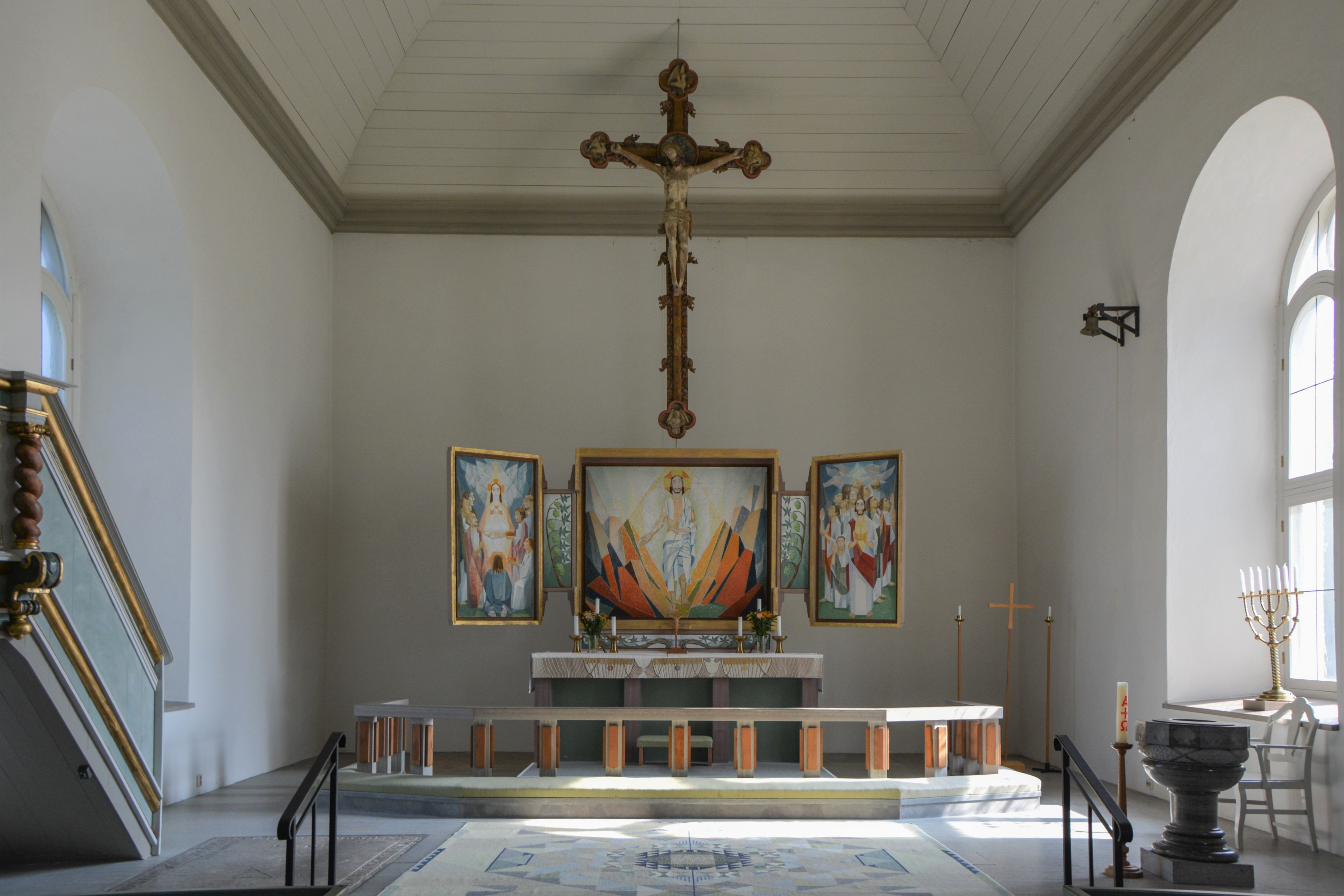
Koret
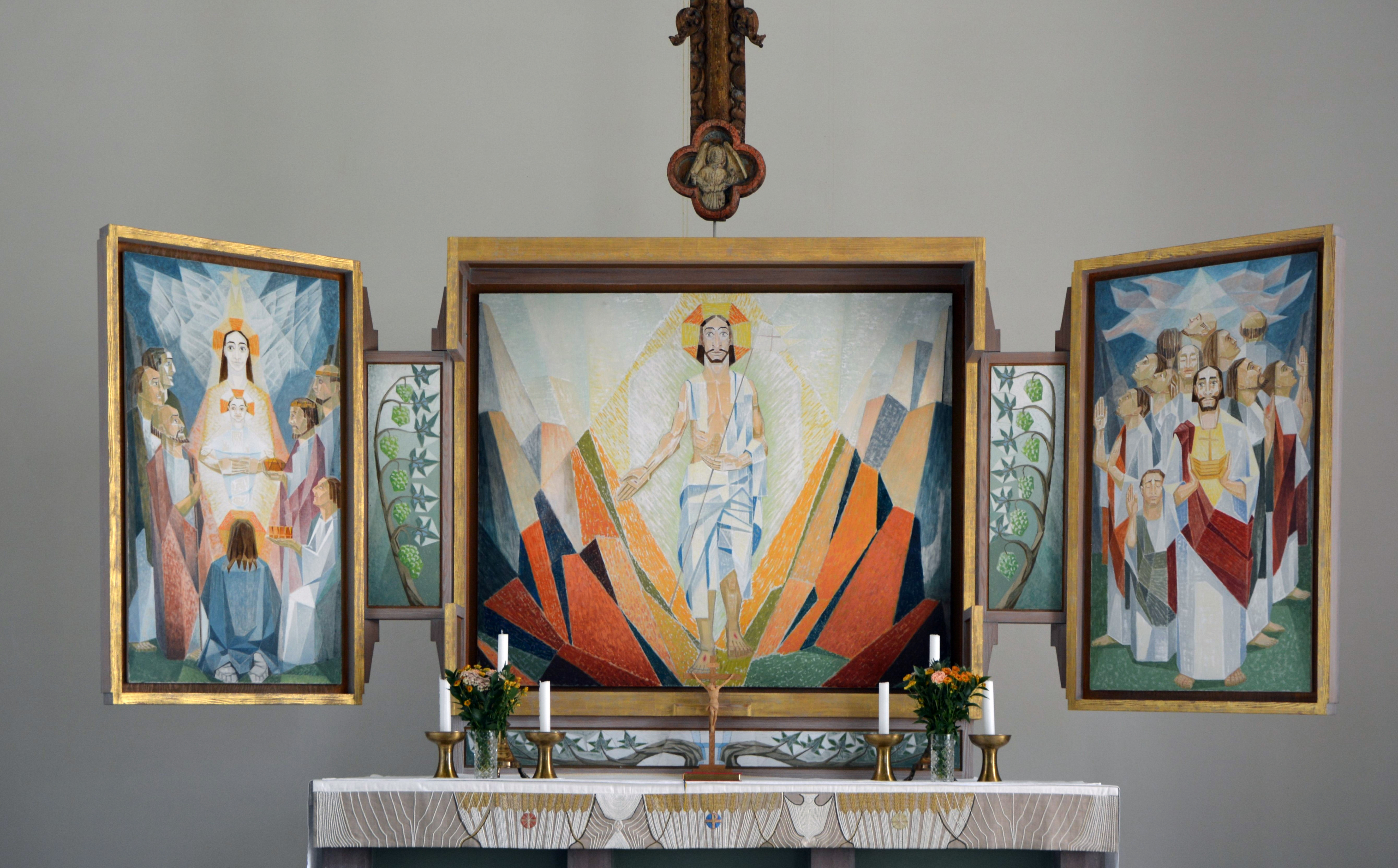
Hans Fagerströms triptyk från 1960
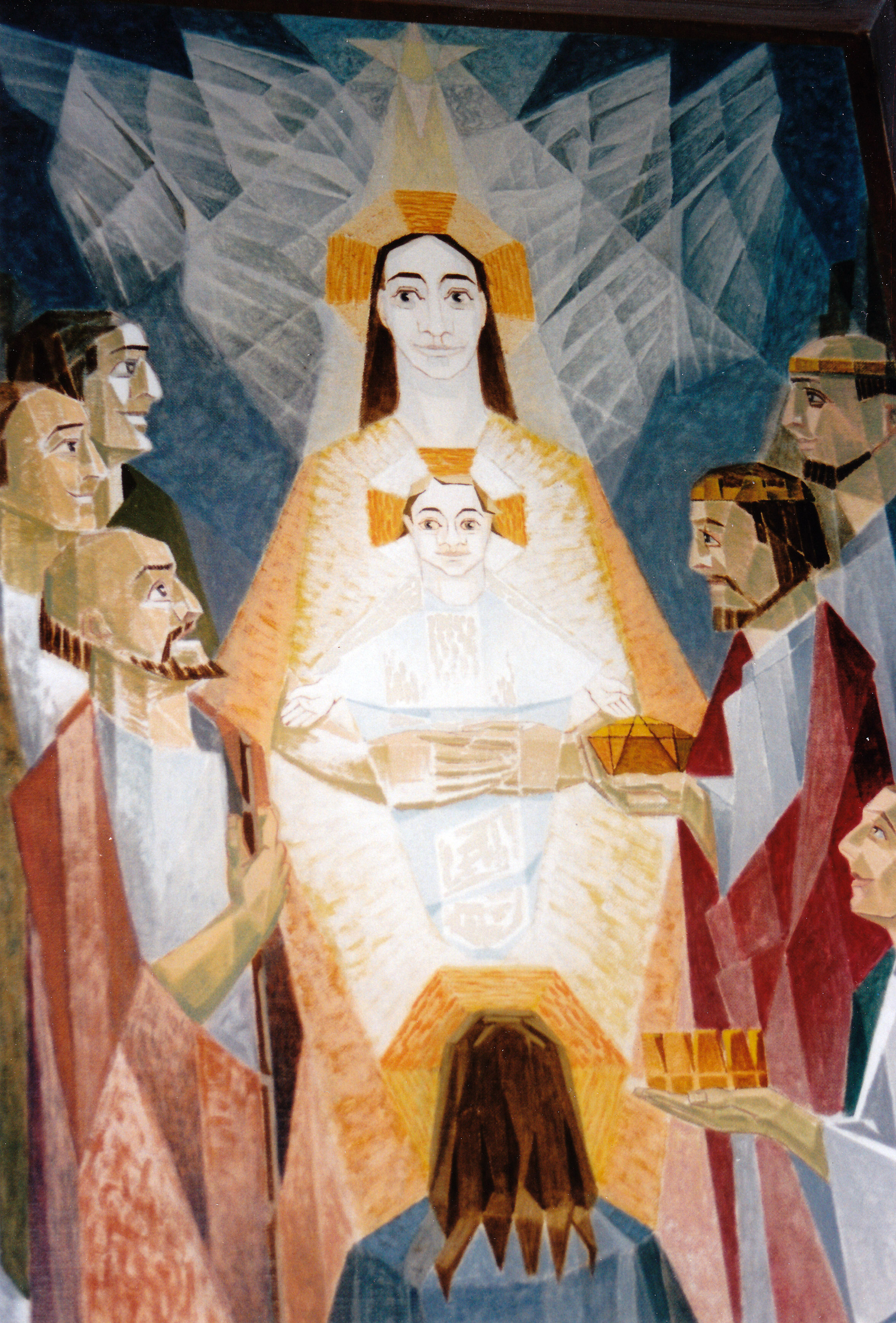
Kristi födelse
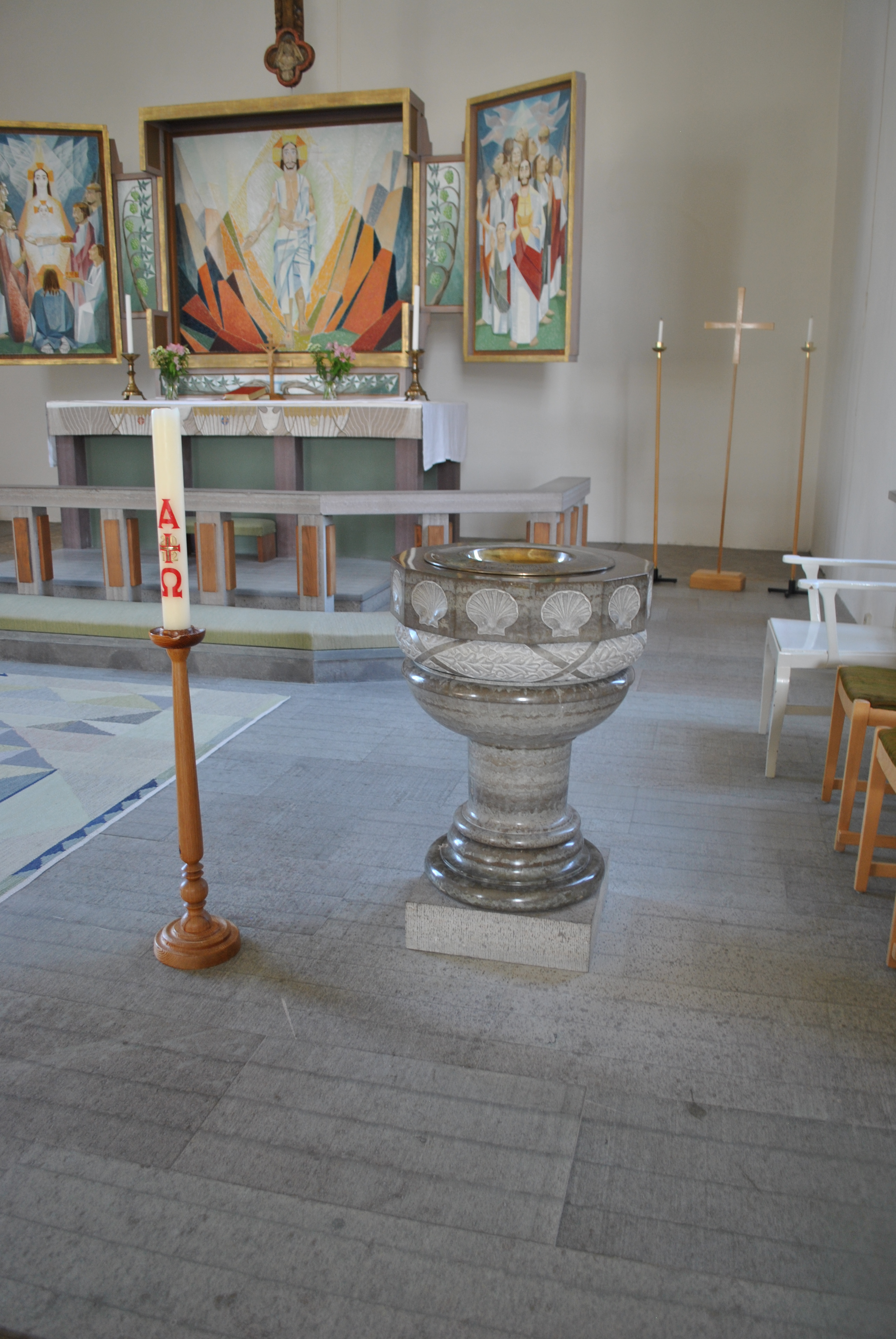
Dopfunt
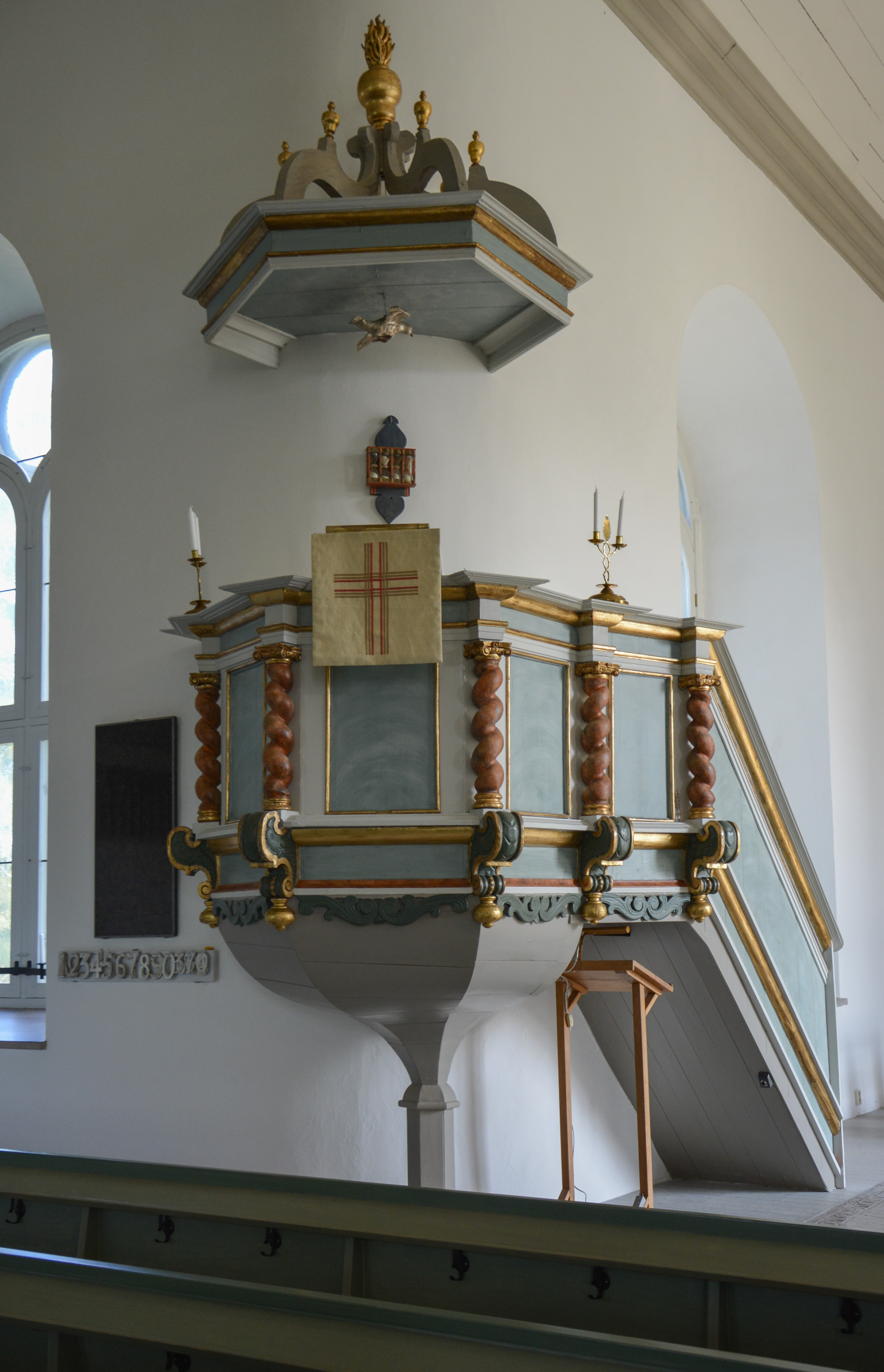
Predikstol 1700-talet
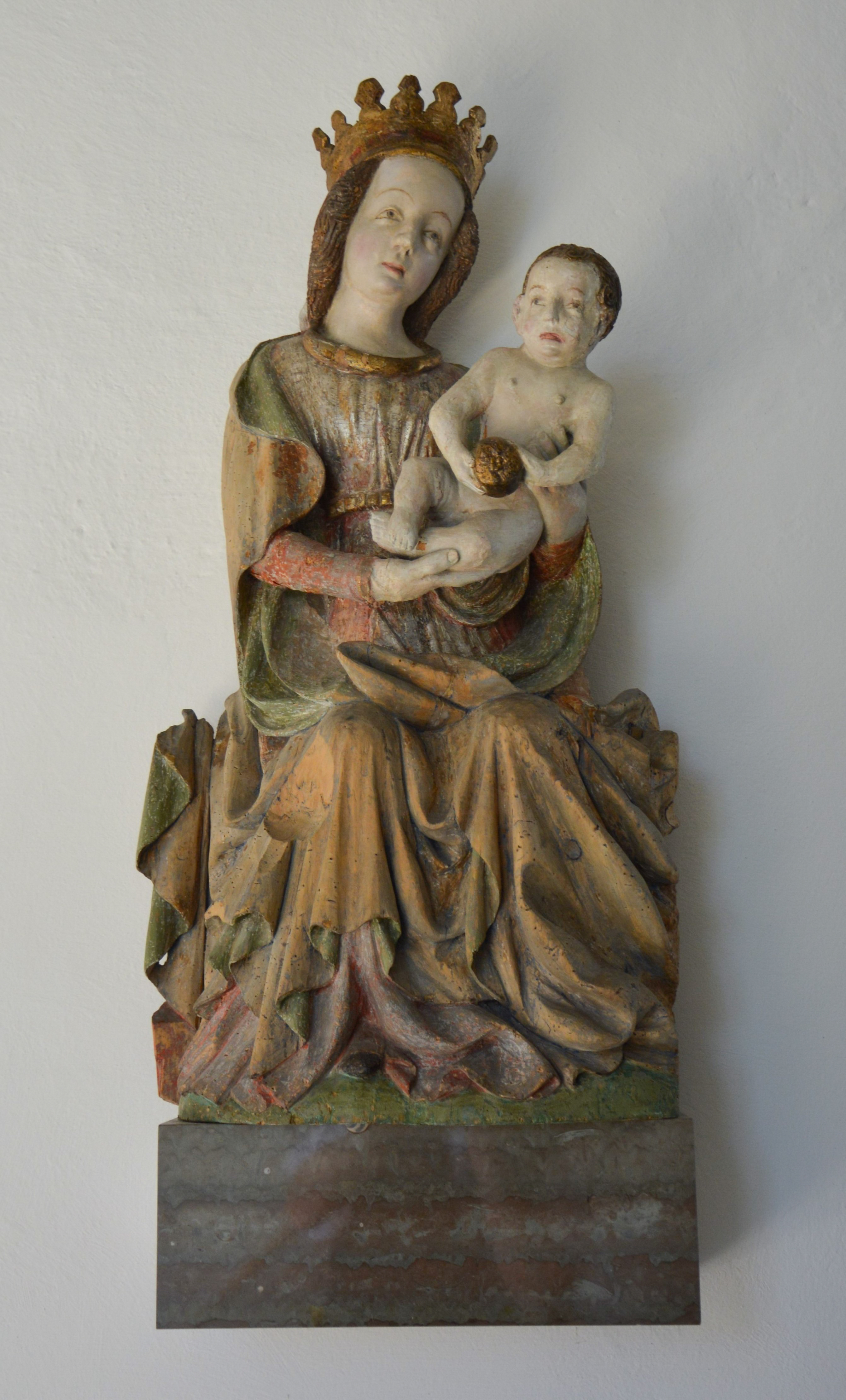
Madonnabild 1400-talet
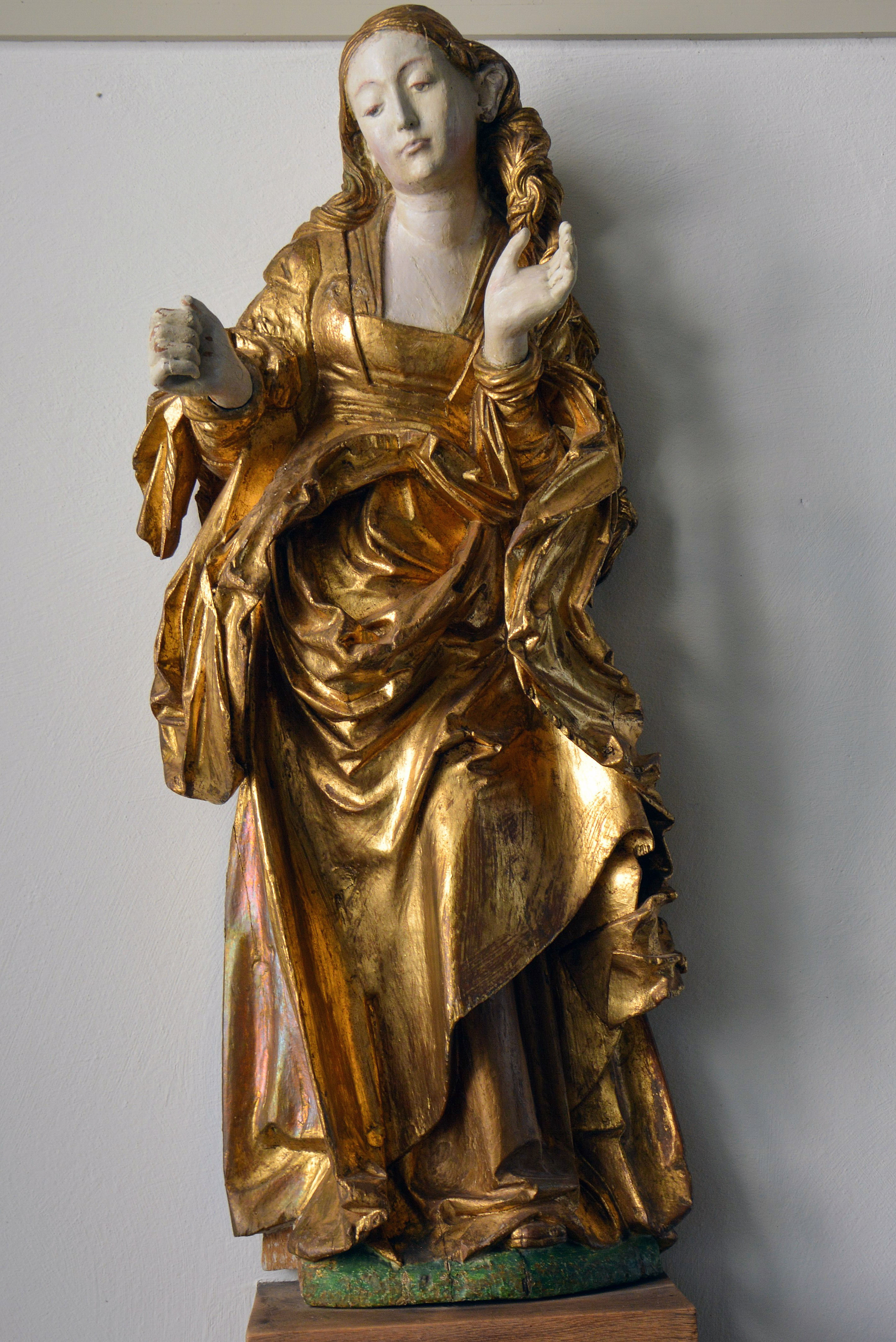
Maria Magdalena 1520
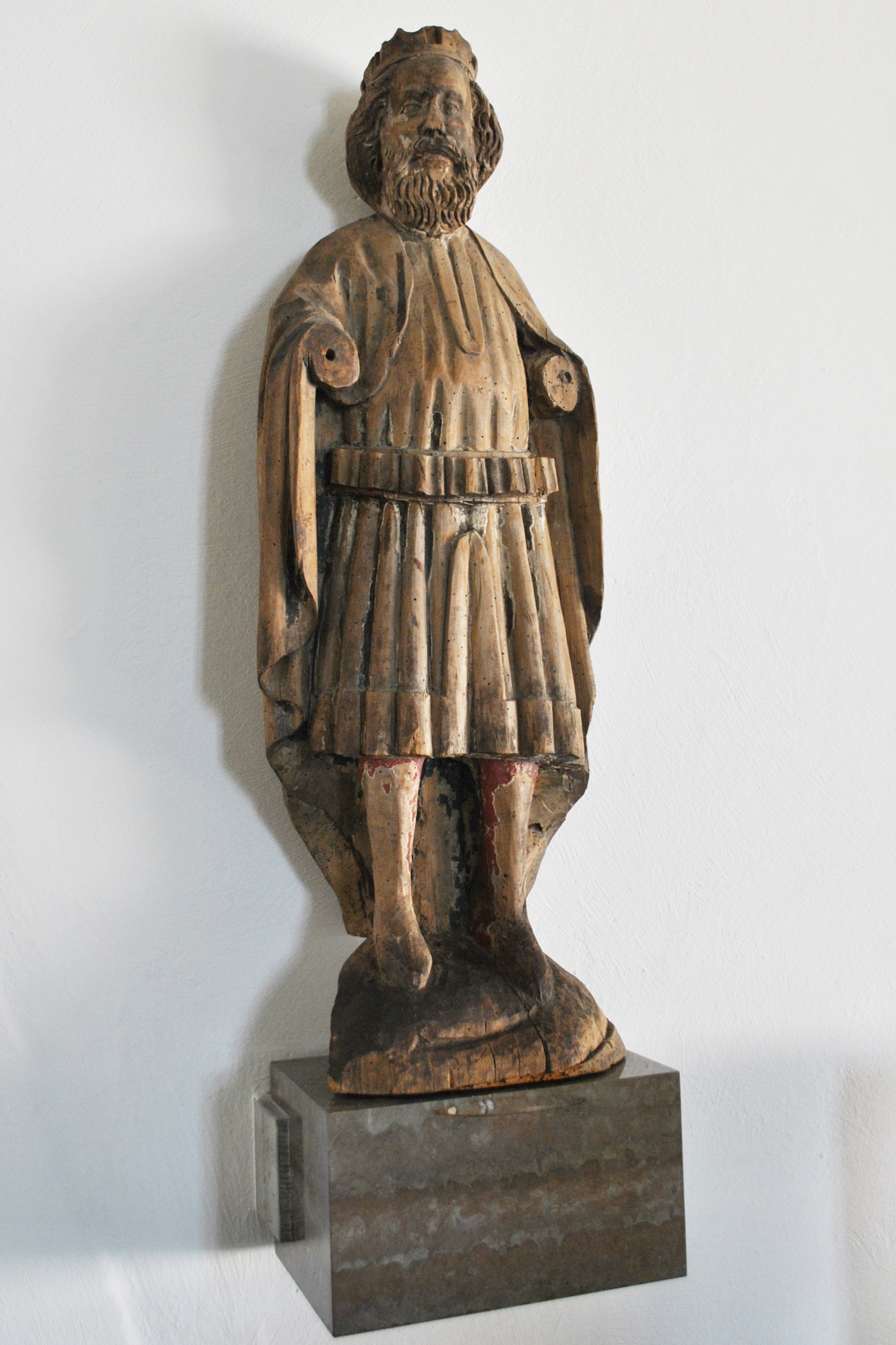
Sank Olof, 1400-talet
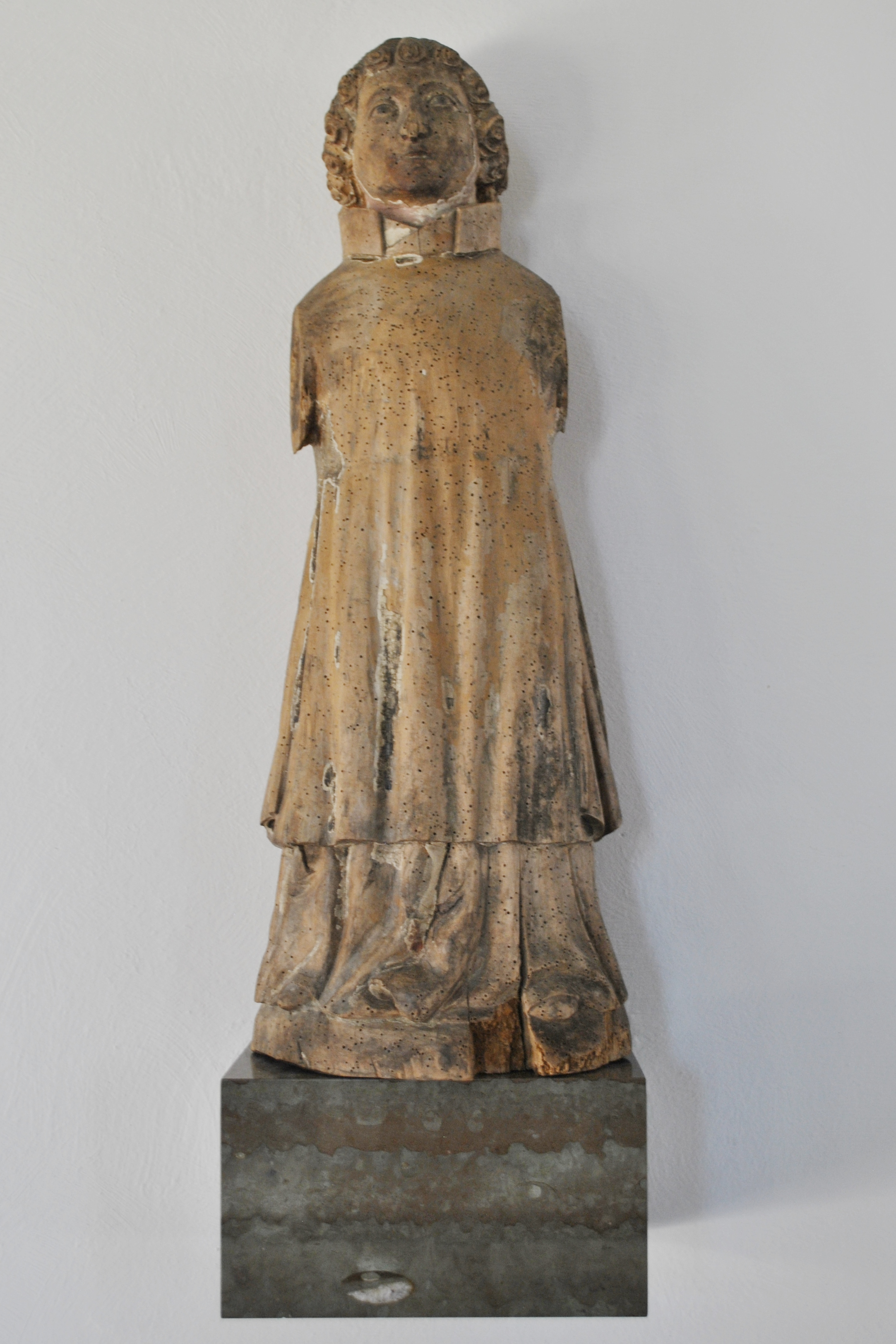
Sankt Laurentius, 1400-talet
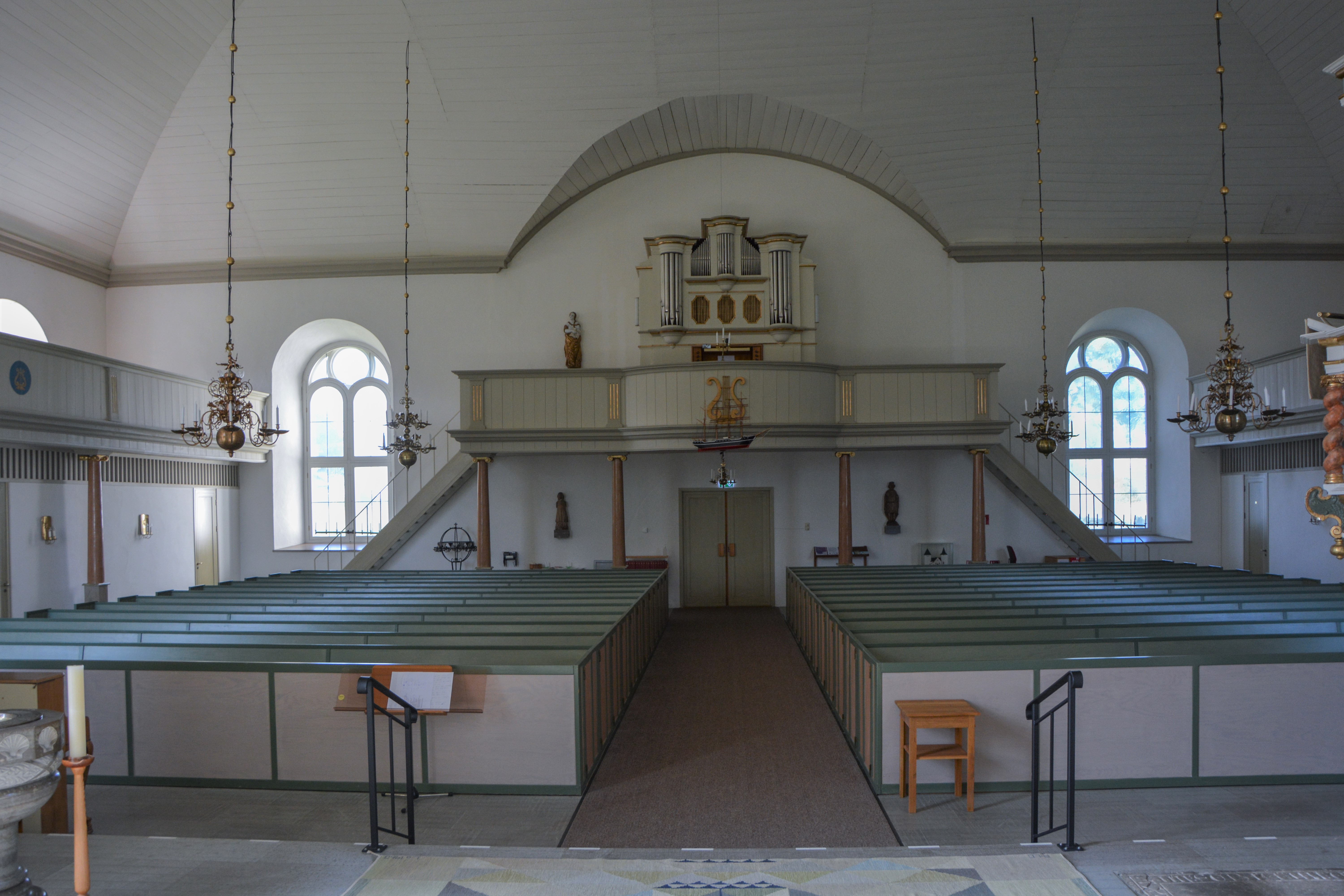
Interiör mot väster
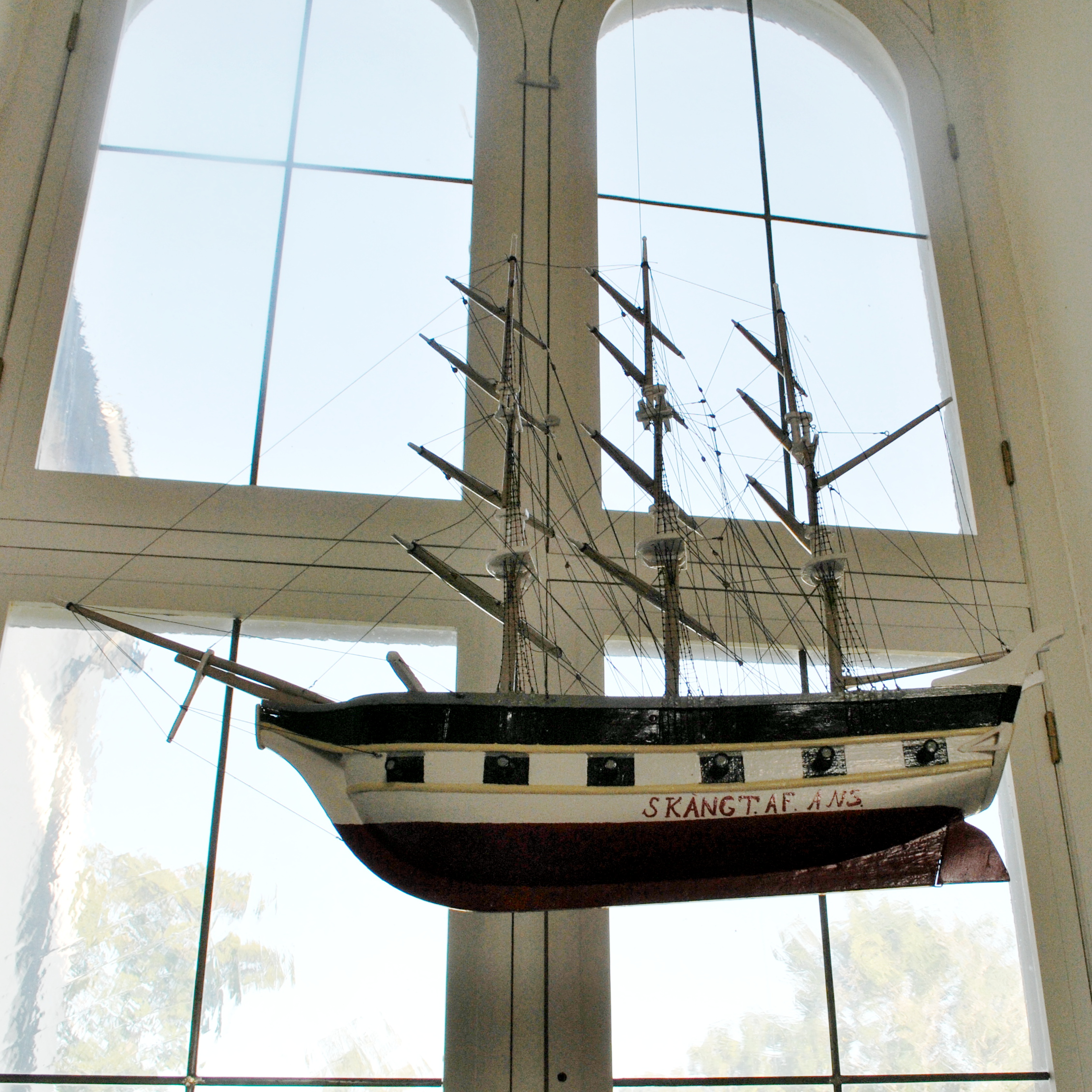
Votivskepp, Gambäta 1877

>

## Orgel[3]

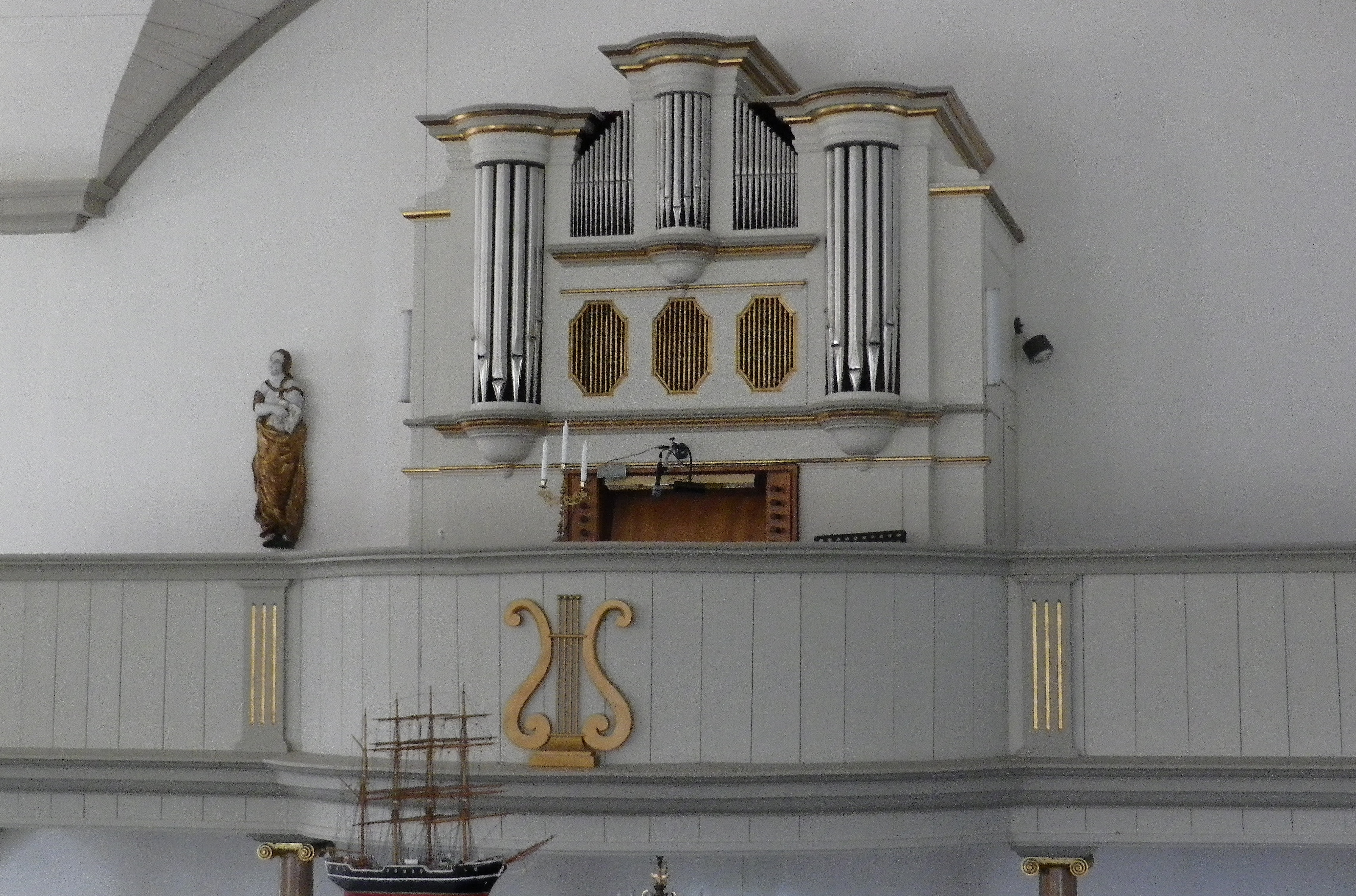
Orgeln

- I den äldst bevarade kyrkboken omnämns 1654 ett orgelverk som ej var funktionsdugligt. Några få av piporna finns bevarade. Orgeln var placerad i koret.
- 1758-1759 byggde orgelbyggaren Lars Wahlberg, Vimmerby, en läktarorgel med åtta stämmor.[4]

Disposition:
| Manual         |
| Gedackt 8’     |
| Kvintadena 8’  |
| Principal 4’   |
| Kortflöjt 4’   |
| Kvinta 3’      |
| Oktava 2’      |
| Scharff 2 chor |
| Trumpet 8’     |

- 1917 uppförde Olof Hammarbergs orgelbyggeri, Göteborg, en orgel med tolv stämmor.
- 1962 byggde Hammarberg ett nytt mekaniskt orgelverk omfattande 13 stämmor bakom Wahlbergs fasad.[5]

Nuvarande disposition:
| Huvudverk (I) | Svällverk (II) | Pedal         | Koppel |
| Rörflöjt 8’   | Gedakt 8’      | Subbas 16’    | I/P    |
| Principal 4’  | Rörflöjt 4’    | Kvintadena 4’ | II/P   |
| Gemshorn 4’   | Principal 2’   |               | II/I   |
| Blockflöjt 2’ | Nasat 1 ⅓’     |               |        |
| Mixtur 3 chor | Scharf 2 chor  |               |        |
| Regal 8’      |                |               |        |